# Bernard z Rebolleda
Blahoslavený Bernard z Rebolleda (? – 1422, Marseille) byl španělský řeholník Řádu mercedariánských rytířů a mučedník.

## Život
Byl velkým kazatelem evangelia, význačný mercedarián. Pobýval v klášteře svatého Lazara v Zaragoze. Spolu s bl. Janem z Luny byli roku 1422 posláni vykupovat otroky do Afriky a při cestě byli přepadeni Maury, kteří jeho a Jana zajali a převezli je do Marseille. Oni zde po krutém mučení zemřeli.
Jeho svátek je oslavován 30. prosince.